# Райнальд Ґребе
Райнальд Ґребе (нар. 14 квітня 1971, Кельн) — німецький співак і автор пісень, актор, комік і письменник.

## Життя
Райнальд Ґребе виріс у містечку Фрехен недалеко від Кельна. Після закінчення місцевої середньої школи в 1990 році, він відслужив свою громадську службу в психіатричній клініці, а потім вирушив до Берліна як вуличний виконавець. З 1993 Райнальд Ґребе навчався в Академії драматичного мистецтва «Ernst Busch» в Берліні. У 1997 році він закінчив навчання за фахом ляльковий театр. Райнальд Ґребе опанував в 2000 році професію драматурга, актора і режисера у театрі в Єні.

## Кар'єра митця
Томас Герман та Ґребе створили в 2002 році своє власне вар'єте під назвою «Незмінно по неділях» в Гамбурзі у драматичному театрі. З тих пір Райнальд Ґребе виступає регулярно на телевізійних шоу, таких як Quatsch Comedy Club в Берліні або у комедійному шоу Nightwash. Між тим, Райнальд Ґребе часто виступає в театрі-кафе у Єні з «Die Falkenhorst-Show», де він приймає і гостей. Ця програма переїхала потім в «Kassablanca» під назвою «Cinehorst», де актори під керівництвом Ґребе представляли «живе кіно» .
У 2004 році вийшов його перший офіційний альбом «Das Abschiedskonzert» («прощальний концерт») на двох компакт-дисках з піснями, в яких Ґребе наодинці з фортепіано і вокалом розглядає деякі незвичайні, хоча й повсякденні теми.
| Актор | Це незавершена стаття про актора. Ви можете допомогти проєкту, виправивши або дописавши її. |

1. ↑  Deutsche Nationalbibliothek Record #130861294 // Gemeinsame Normdatei — 2012—2016.